# Daniele Buzzegoli
Daniele Buzzegoli (Firenze, 7 maggio 1983) è un allenatore di calcio ed ex calciatore italiano, di ruolo centrocampista, tecnico della formazione Primavera del Como.

## Caratteristiche tecniche

### Giocatore
Era un mediano, abile negli inserimenti, in grado di dettare i ritmi di gioco e di impostare l'azione. In possesso di una discreta tecnica individuale, tra le sue doti spiccavano visione di gioco e l'abilità nel battere i calci di punizione.

### Allenatore
Le squadre di Buzzegoli sono solitamente disposte con un 4-3-1-2 o 4-3-3.

## Carriera

### Giocatore
Inizia a giocare a calcio nelle giovanili della Fiorentina, prima di passare all'Empoli, che lo aggrega al proprio settore giovanile. Dopo aver trascorso una stagione in prestito al Grosseto in Serie C2, nel 2003 scende di categoria accordandosi in prestito con la Massese, con cui archivia una doppia promozione in Serie C1, vincendo due campionati e lo Scudetto Dilettanti nel 2004.
Nel 2005 torna all'Empoli, venendo aggregato all'organico del tecnico Mario Somma. Esordisce in Serie A il 7 maggio 2006 contro il Messina – gara vinta 0-3 a tavolino dai toscani – subentrando all'82' al posto di Andrea Coda. Nel 2007 viene tesserato dal Pisa, che il 2 febbraio 2009 lo cede in prestito al Gallipoli, con cui a fine stagione vince il campionato, archiviando una storica promozione in Serie B.
Il 29 luglio 2009 passa a parametro zero al Varese, in Lega Pro Prima Divisione. Il 13 giugno 2010 segna una doppietta decisiva nella finale ritorno dei play-off contro la Cremonese (2-0), che sancisce il ritorno dei biancorossi in Serie B a distanza di 25 anni.
Il 13 gennaio 2011 viene tesserato dallo Spezia. Il calciatore sottoscrive un contratto valido per due stagioni e mezza da 200.000 euro a stagione. Il 6 maggio 2012 grazie alla vittoria per 0-3 sul Latina, lo Spezia vince – all'ultima giornata di campionato – il proprio girone, ottenendo la promozione in Serie B. A questa vittoria seguiranno quella della Coppa Italia Lega Pro e della Supercoppa di Lega di Prima Divisione.
Il 4 giugno 2012 viene ceduto al Novara, nello scambio che porta Filippo Porcari a compiere il percorso inverso. Il 31 agosto 2016 firma un biennale con il Benevento, con cui a fine stagione si aggiudica la promozione in Serie A. Dopo aver rescisso il contratto con le streghe, il 13 luglio 2017 firma un contratto biennale con l'Ascoli. Mette a segno la sua prima rete con i bianconeri il 28 dicembre 2017 nella trasferta vinta per 1-0 contro il Brescia. Il 7 gennaio 2019 torna al Novara, in Serie C. Nel 2021 rescinde il proprio accordo dopo l'esclusione del Novara dai campionati professionistici.
Voluto da Paolo Indiani, che lo aveva allenato in precedenza al Grosseto e alla Massese, l'11 agosto 2021 firma un contratto annuale con il San Donato Tavarnelle, in Serie D. L'8 maggio 2022 la squadra vince 1-0 sul campo del Flaminia CivitaCastellana, archiviando una storica promozione tra i professionisti. A stagione conclusa annuncia il ritiro, restando nella squadra chiantigiana in veste di allenatore in seconda.

### Allenatore
Il 14 novembre 2022, Buzzegoli sostituisce Lamberto Magrini alla guida del San Donato Tavarnelle, in quel momento ultimo in classifica con otto punti raccolti dopo 13 incontri. Termina la stagione regolare al terzultimo posto, con 37 punti, retrocedendo dopo aver perso i play-out contro l’Alessandria. Non viene poi confermato dalla società toscana.  
L'8 luglio 2023, torna al Novara, in Serie C, con cui firma un contratto di una stagione. Tuttavia, il 14 ottobre seguente, viene esonerato con la squadra al penultimo posto in classifica.
A inizio ottobre, completa a Coverciano il corso per conseguire la licenza UEFA A, che lo abilita a guidare tutte le formazioni giovanili, comprese le squadre Primavera, e le prime squadre fino alla Serie C inclusa, nonché al tesseramento come allenatore in seconda in Serie A e in Serie B.
L'11 gennaio 2024, viene ufficializzato come nuovo allenatore della formazione Primavera del Como.

## Statistiche

### Presenze e reti nei club
| Stagione        | Squadra               | Campionato      | Campionato | Campionato | Coppe nazionali | Coppe nazionali | Coppe nazionali | Coppe continentali | Coppe continentali | Coppe continentali | Altre coppe | Altre coppe | Altre coppe | Totale | Totale |
| Stagione        | Squadra               | Comp            | Pres       | Reti       | Comp            | Pres            | Reti            | Comp               | Pres               | Reti               | Comp        | Pres        | Reti        | Pres   | Reti   |
| --------------- | --------------------- | --------------- | ---------- | ---------- | --------------- | --------------- | --------------- | ------------------ | ------------------ | ------------------ | ----------- | ----------- | ----------- | ------ | ------ |
| 2002-2003       | Grosseto              | C2              | 9          | 0          | CI-C            | 7               | 1               | -                  | -                  | -                  | -           | -           | -           | 16     | 1      |
| 2003-2004       | Massese               | D               | 33         | 4          | CI-D            | 11              | 6               | -                  | -                  | -                  | PS          | 5           | 3           | 49     | 13     |
| 2004-2005       | Massese               | C2              | 22         | 3          | CI-C            | 6               | 1               | -                  | -                  | -                  | -           | -           | -           | 28     | 4      |
| Totale Massese  | Totale Massese        | Totale Massese  | 55         | 7          |                 | 17              | 7               |                    | -                  | -                  |             | 5           | 3           | 77     | 17     |
| 2005-2006       | Empoli                | A               | 2          | 0          | CI              | 1               | 0               | -                  | -                  | -                  | -           | -           | -           | 3      | 0      |
| 2006-gen. 2007  | Empoli                | A               | 2          | 0          | CI              | 4               | 0               | -                  | -                  | -                  | -           | -           | -           | 6      | 0      |
| Totale Empoli   | Totale Empoli         | Totale Empoli   | 4          | 0          |                 | 5               | 0               |                    | -                  | -                  |             | -           | -           | 9      | 0      |
| gen.-giu. 2007  | Pisa                  | C1              | 2+4        | 1          | CI-C            | -               | -               | -                  | -                  | -                  | -           | -           | -           | 6      | 1      |
| 2007-2008       | Pisa                  | B               | 3          | 0          | CI              | 0               | 0               | -                  | -                  | -                  | -           | -           | -           | 3      | 0      |
| 2008-gen. 2009  | Pisa                  | B               | 11         | 2          | CI              | 1               | 0               | -                  | -                  | -                  | -           | -           | -           | 12     | 2      |
| Totale Pisa     | Totale Pisa           | Totale Pisa     | 16+4       | 3          |                 | 1               | 0               |                    | -                  | -                  |             | -           | -           | 21     | 3      |
| gen.-giu. 2009  | Gallipoli             | 1D              | 11         | 0          | CI+CI-LP        | -               | -               | -                  | -                  | -                  | SdL-1D      | 2           | 1           | 13     | 1      |
| 2009-2010       | Varese                | 1D              | 31+4       | 8+2        | CI+CI-LP        | 2+1             | 1+0             | -                  | -                  | -                  | -           | -           | -           | 38     | 11     |
| 2010-gen. 2011  | Varese                | B               | 21         | 3          | CI              | 1               | 0               | -                  | -                  | -                  | -           | -           | -           | 22     | 3      |
| Totale Varese   | Totale Varese         | Totale Varese   | 52+4       | 11+2       |                 | 4               | 1               |                    | -                  | -                  |             | -           | -           | 60     | 14     |
| gen.-giu. 2011  | Spezia                | 1D              | 14         | 3          | CI+CI-LP        | -               | -               | -                  | -                  | -                  | -           | -           | -           | 14     | 3      |
| 2011-2012       | Spezia                | 1D              | 24         | 1          | CI+CI-LP        | 2+4             | 0+1             | -                  | -                  | -                  | SdL-1D      | 2           | 0           | 32     | 2      |
| Totale Spezia   | Totale Spezia         | Totale Spezia   | 38         | 4          |                 | 6               | 1               |                    | -                  | -                  |             | 2           | 0           | 46     | 5      |
| 2012-2013       | Novara                | B               | 35+2       | 5+1        | CI              | 2               | 0               | -                  | -                  | -                  | -           | -           | -           | 39     | 6      |
| 2013-2014       | Novara                | B               | 29         | 2          | CI              | 2               | 0               | -                  | -                  | -                  | -           | -           | -           | 31     | 2      |
| 2014-2015       | Novara                | LP              | 21         | 0          | CI+CI-LP        | 0+1             | 0               | -                  | -                  | -                  | S-LP        | 2           | 1           | 24     | 1      |
| 2015-2016       | Novara                | B               | 18+3       | 0+1        | CI              | 2               | 1               | -                  | -                  | -                  | -           | -           | -           | 23     | 2      |
| ago. 2016       | Novara                | B               | 1          | 0          | CI              | 2               | 0               | -                  | -                  | -                  | -           | -           | -           | 3      | 0      |
| ago. 2016-2017  | Benevento             | B               | 29         | 2          | CI              | -               | -               | -                  | -                  | -                  | -           | -           | -           | 29     | 2      |
| 2017-2018       | Ascoli                | B               | 37         | 3          | CI              | 2               | 0               | -                  | -                  | -                  | -           | -           | -           | 39     | 3      |
| ago. 2018       | Ascoli                | B               | 0          | 0          | CI              | 1               | 0               | -                  | -                  | -                  | -           | -           | -           | 1      | 0      |
| Totale Ascoli   | Totale Ascoli         | Totale Ascoli   | 37         | 3          |                 | 3               | 0               |                    | -                  | -                  | -           | -           | -           | 40     | 3      |
| gen.-giu. 2019  | Novara                | C               | 13+1       | 1          | CI+CI-C         | 1+1             | 0               | -                  | -                  | -                  | -           | -           | -           | 16     | 1      |
| 2019-2020       | Novara                | C               | 22+4       | 3+1        | CI+CI-C         | 1+0             | 0               | -                  | -                  | -                  | -           | -           | -           | 27     | 4      |
| 2020-2021       | Novara                | C               | 30         | 4          | CI              | 1               | 1               | -                  | -                  | -                  | -           | -           | -           | 31     | 5      |
| Totale Novara   | Totale Novara         | Totale Novara   | 169+10     | 15+3       |                 | 13              | 2               |                    | -                  | -                  |             | 2           | 1           | 194    | 21     |
| 2021-2022       | San Donato Tavarnelle | D               | 30         | 5          | CI-D            | 2               | 0               | -                  | -                  | -                  | PS          | 2           | 0           | 34     | 5      |
| Totale carriera | Totale carriera       | Totale carriera | 468        | 55         |                 | 58              | 12              |                    | -                  | -                  |             | 13          | 5           | 539    | 72     |

### Statistiche da allenatore
Statistiche aggiornate al 14 ottobre 2023.
| Stagione        | Squadra               | Campionato      | Campionato | Campionato | Campionato | Campionato | Coppe nazionali | Coppe nazionali | Coppe nazionali | Coppe nazionali | Coppe nazionali | Coppe continentali | Coppe continentali | Coppe continentali | Coppe continentali | Coppe continentali | Altre coppe | Altre coppe | Altre coppe | Altre coppe | Altre coppe | Totale | Totale | Totale | Totale | % Vittorie | Piazzamento        |
| Stagione        | Squadra               | Comp            | G          | V          | N          | P          | Comp            | G               | V               | N               | P               | Comp               | G                  | V                  | N                  | P                  | Comp        | G           | V           | N           | P           | G      | V      | N      | P      | %          | Piazzamento        |
| --------------- | --------------------- | --------------- | ---------- | ---------- | ---------- | ---------- | --------------- | --------------- | --------------- | --------------- | --------------- | ------------------ | ------------------ | ------------------ | ------------------ | ------------------ | ----------- | ----------- | ----------- | ----------- | ----------- | ------ | ------ | ------ | ------ | ---------- | ------------------ |
| nov. 2022-2023  | San Donato Tavarnelle | C               | 25+2       | 7          | 8+1        | 10+1       | CI-C            | -               | -               | -               | -               | -                  | -                  | -                  | -                  | -                  | -           | -           | -           | -           | -           | 27     | 7      | 9      | 11     | 25,93      | Sub., 18º, (retr.) |
| lug.-ott. 2023  | Novara                | C               | 8          | 0          | 4          | 4          | CI-C            | 1               | 1               | 0               | 0               | -                  | -                  | -                  | -                  | -                  | -           | -           | -           | -           | -           | 9      | 1      | 4      | 4      | 11,11      | Eson.              |
| Totale carriera | Totale carriera       | Totale carriera | 35         | 7          | 13         | 15         |                 | 1               | 1               | 0               | 0               |                    | -                  | -                  | -                  | -                  |             | -           | -           | -           | -           | 36     | 8      | 13     | 15     | 22,22      |                    |

## Palmarès

### Giocatore

#### Competizioni nazionali
- Serie D: 2

Massese: 2003-2004 (Girone E)
San Donato Tavarnelle 2021-2022 (Girone E)
- Scudetto Dilettanti: 1

Massese: 2003-2004
- Serie C2: 1

Massese: 2004-2005 (Girone B)
- Lega Pro Prima Divisione: 2

Gallipoli: 2008-2009 (Girone B)
Spezia: 2011-2012 (Girone B)
- Supercoppa di Lega Prima Divisione: 2

Gallipoli: 2009
Spezia: 2012
- Coppa Italia Lega Pro: 1

Spezia: 2011-2012
- Lega Pro: 1

Novara: 2014-2015 (Girone A)
- Supercoppa di Lega Pro: 1

Novara: 2015